# Портулакові
Портулакові — родина квіткових рослин, що містить близько 20 родів з близько 500 видів, починаючи від трав'янистих рослин до чагарників. Система APG II перемістила кілька родів до родин Montiaceae, Didiereaceae, Anacampserotaceae, Talinaceae, що робить родину монотиповою, яка містить тільки рід портулак. Родина дуже схожа на гвоздикові, й відрізняються чашечкою, що має тільки два чашолистки.

## Опис
Це однорічні або багаторічні трави або чагарники, часто соковиті; гермафродити або рідко однодомні. Листки прості, м'ясисті, краї цільні, розміщені навпроти або чергуються. Суцвіття зазвичай кінцеві, рідше пахвові, або відокремлені квіти. Квітки двостатеві, актиноморфні. Чашолистки 2. Пелюстків 4–6, часто опадають швидко. Плід коробочка, що розкривається. Насіння багатьох видів ниркоподібне або кулясте.

## Поширення
Найбільша різноманітність видів росте в напівпустельних районах Південної півкулі: в Африці, Австралії та Південній Америці, менше видів в Азії, Європі та Північній Америці, і деякі види також поширюються на північ до Арктики.

## Використання
Є кілька культивованих декоративних (Portulaca grandiflora, Talinum, Lewisia, Calandrina); Portulaca oleracea є зеленню на салат.

## Роди
| - Amphipetalum - Anacampseros - Calandrinia - Calyptridium - Ceraria - Cistanthe - Claytonia - Grahamia | - Lenzia - Lewisia - Mona - Monocosmia - Montia - Montiopsis - Neopaxia - Phemeranthus - Portulaca | - Portulacaria - Rumicastrum - Schreiteria - Silvaea - Spraguea - Talinaria - Talinella - Talinopsis - Talinum |

## Галерея

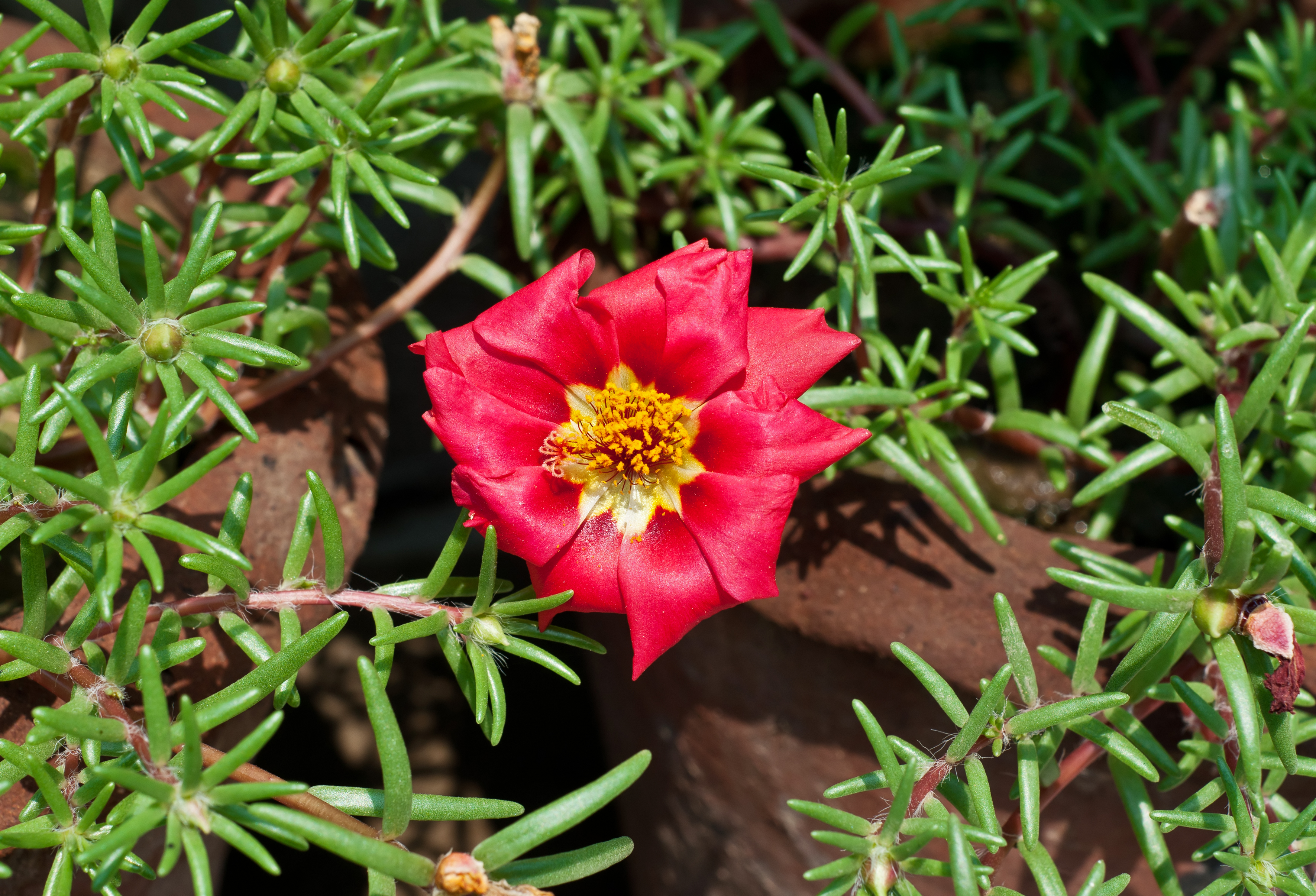
Portulaca grandiflora
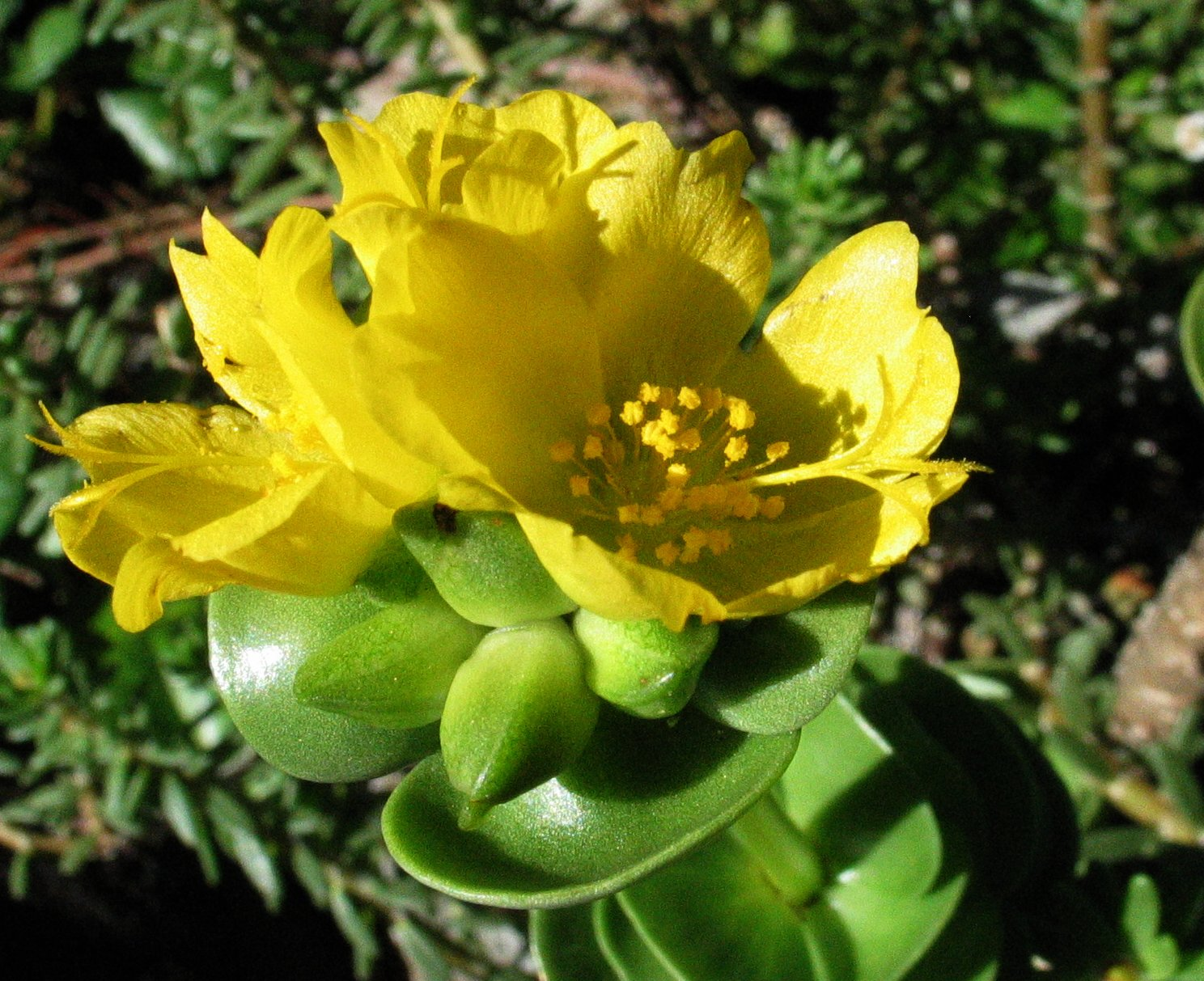
Portulaca molokiniensis
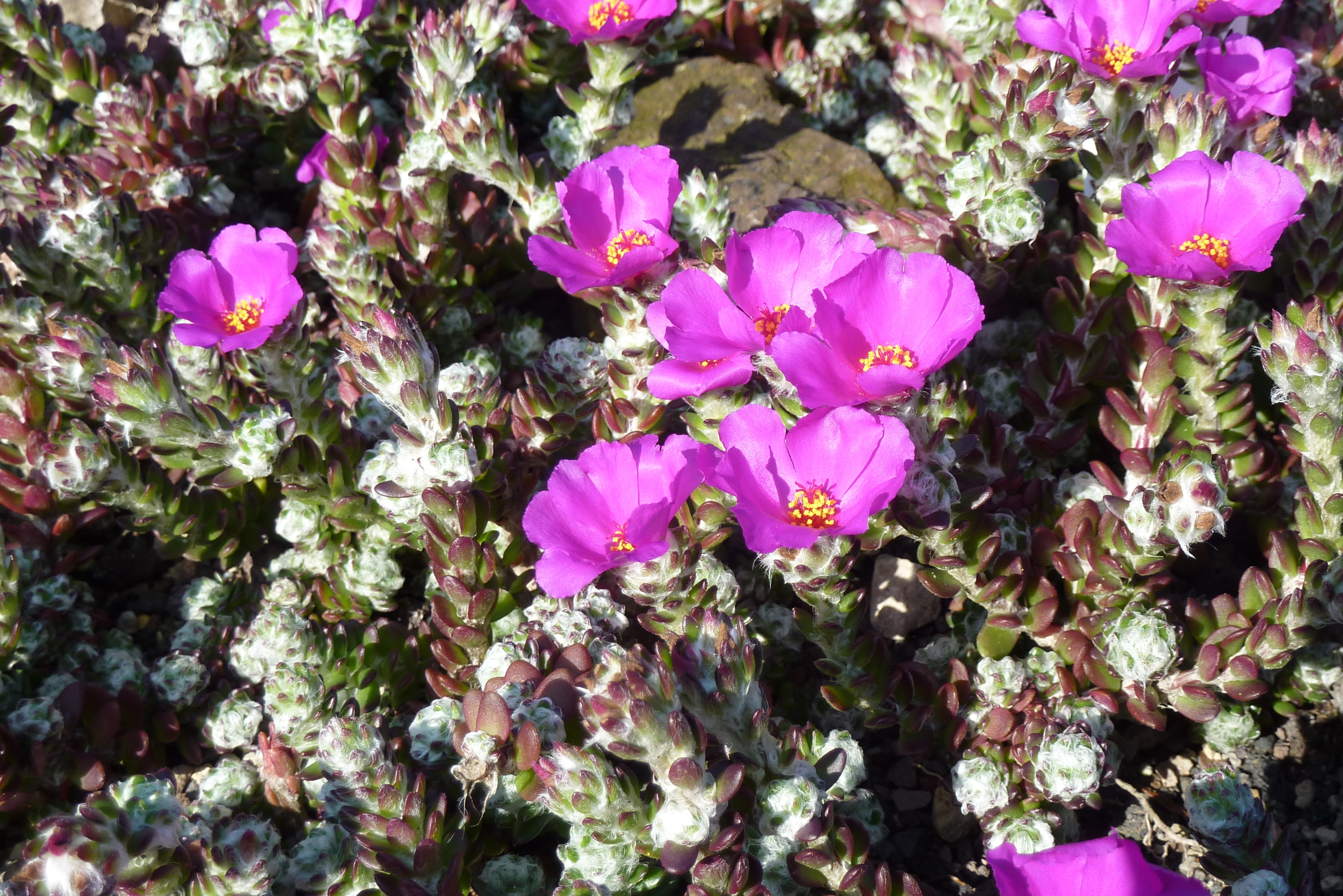
Portulaca werdermannii‎
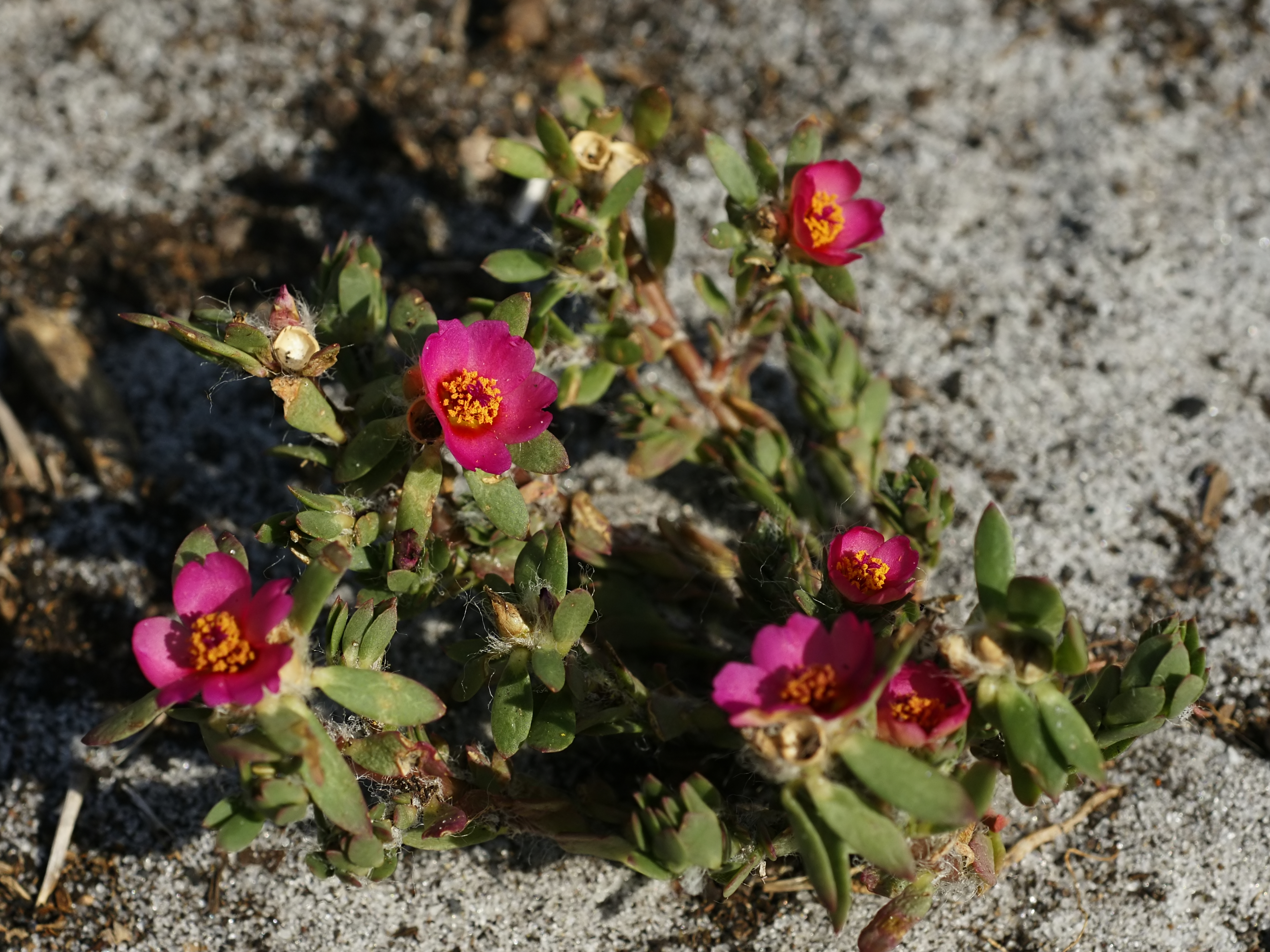
Portulaca amilis‎
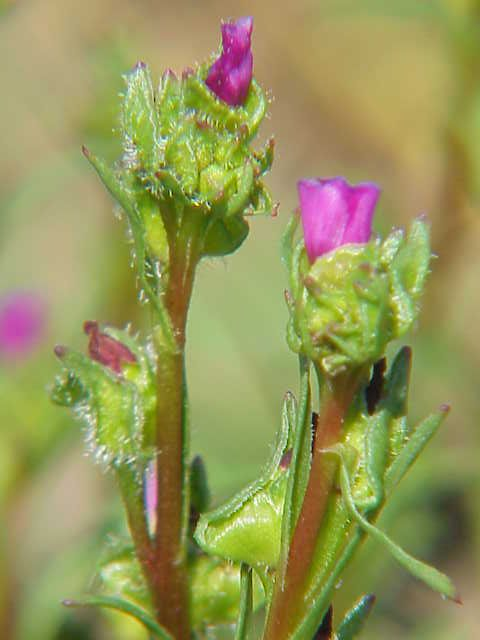
Calandrinia ciliata‎
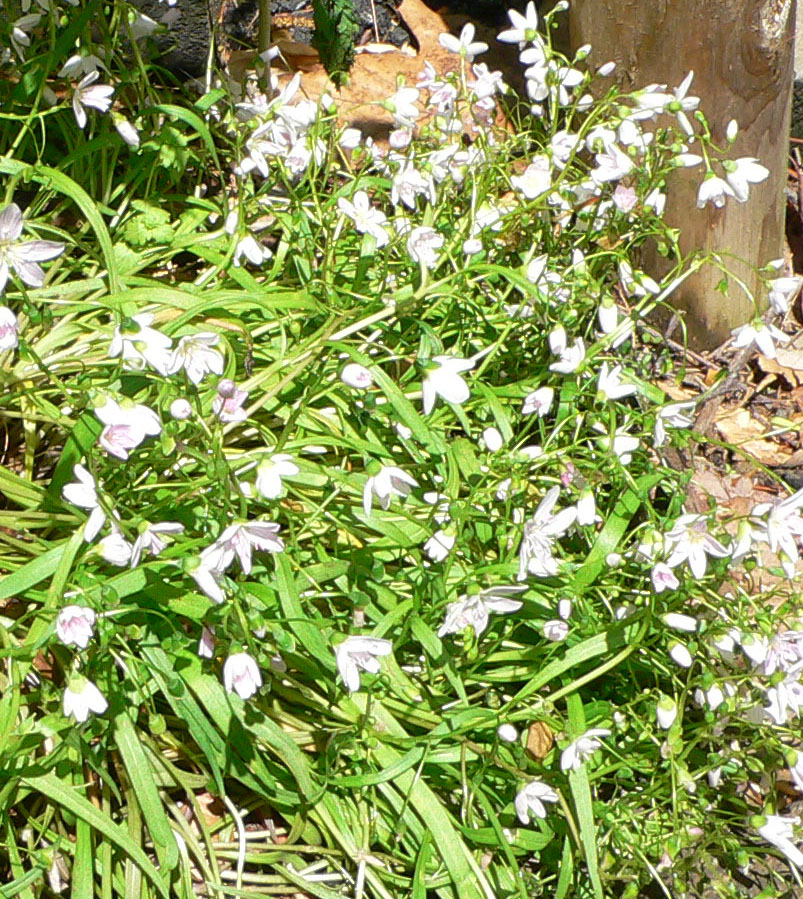
Claytonia virginica
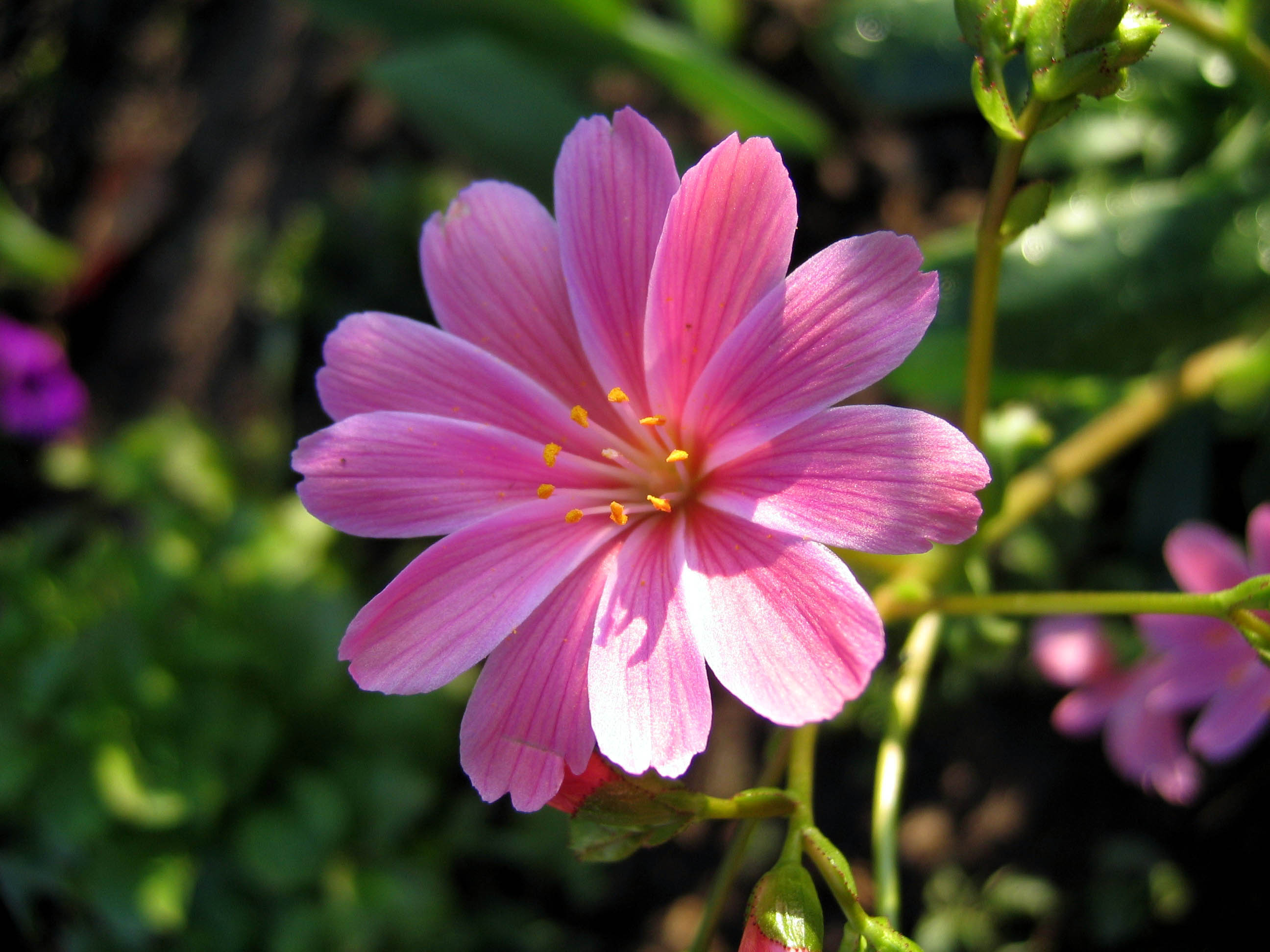
Lewisia cotyledon
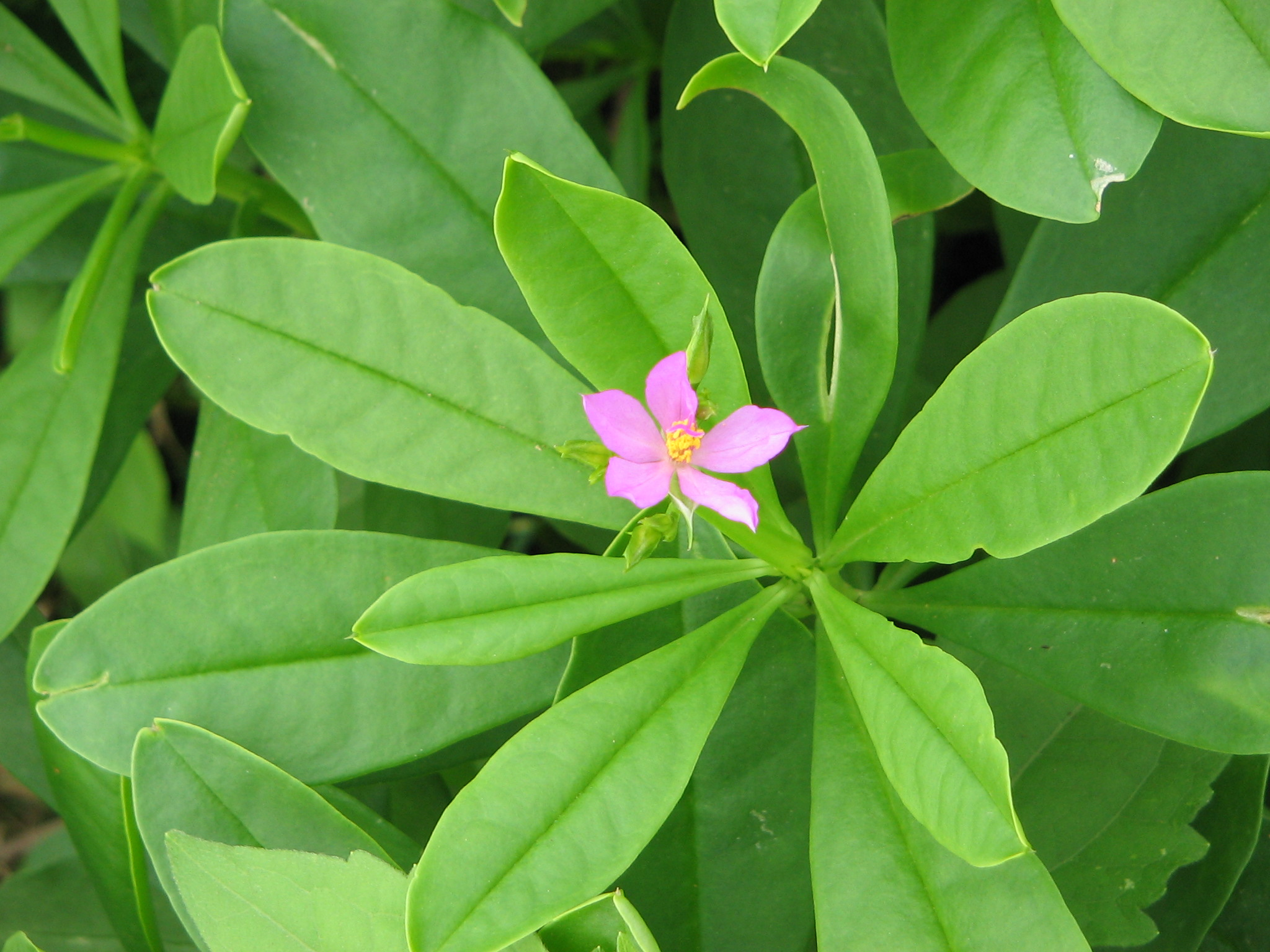
Talinum fruticosum